# セグロアシナガバチ
セグロアシナガバチ（背黒脚長蜂、学名: Polistes jokahamae）は、スズメバチ科アシナガバチ属のハチ。

## 特徴
体長20-26 mm。体の模様は、黒の地に黄褐色の斑紋がある。
キアシナガバチと外見が良く似ているが、本種のメスは触角の大部分が黄色く、キアシナガバチは先端３分の１程度のみが黄色いことで見分けられる。
市街地でもよく見られるが、刺されるとアナフィラキシーショックにより死亡する可能性もある。

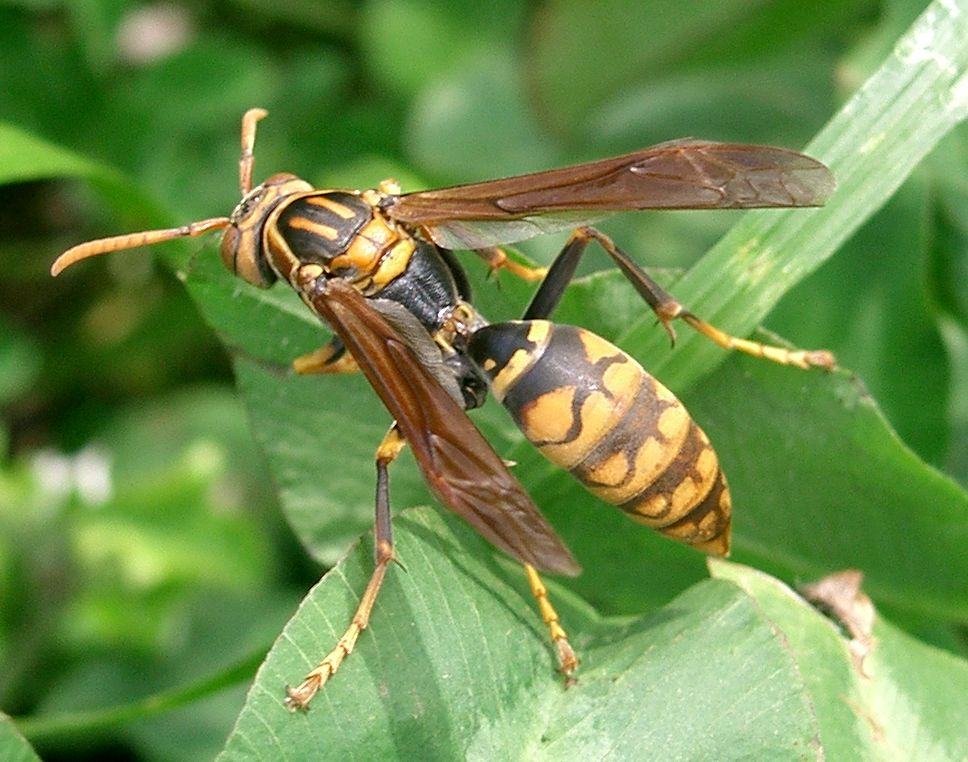
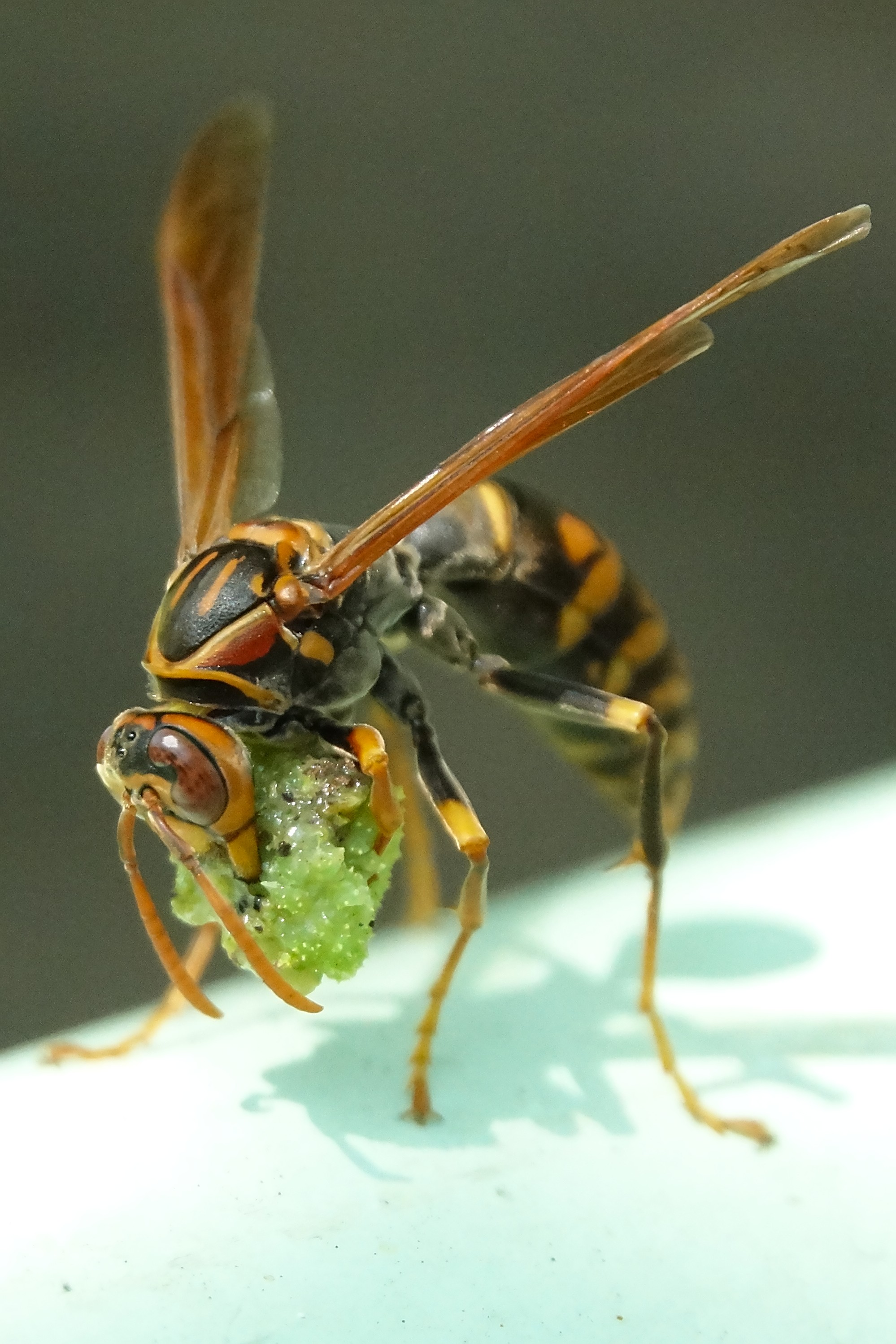
肉団子を作る
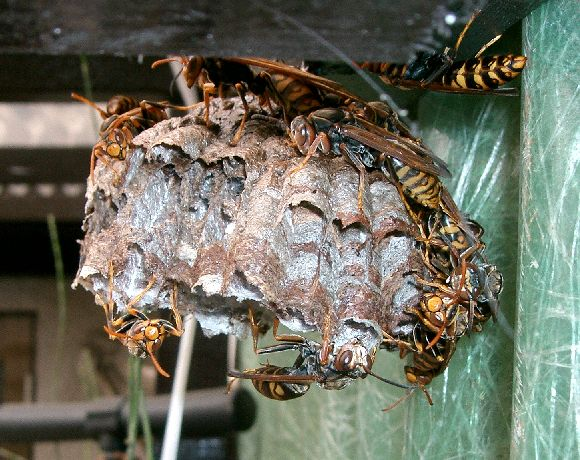
巣と働き蜂
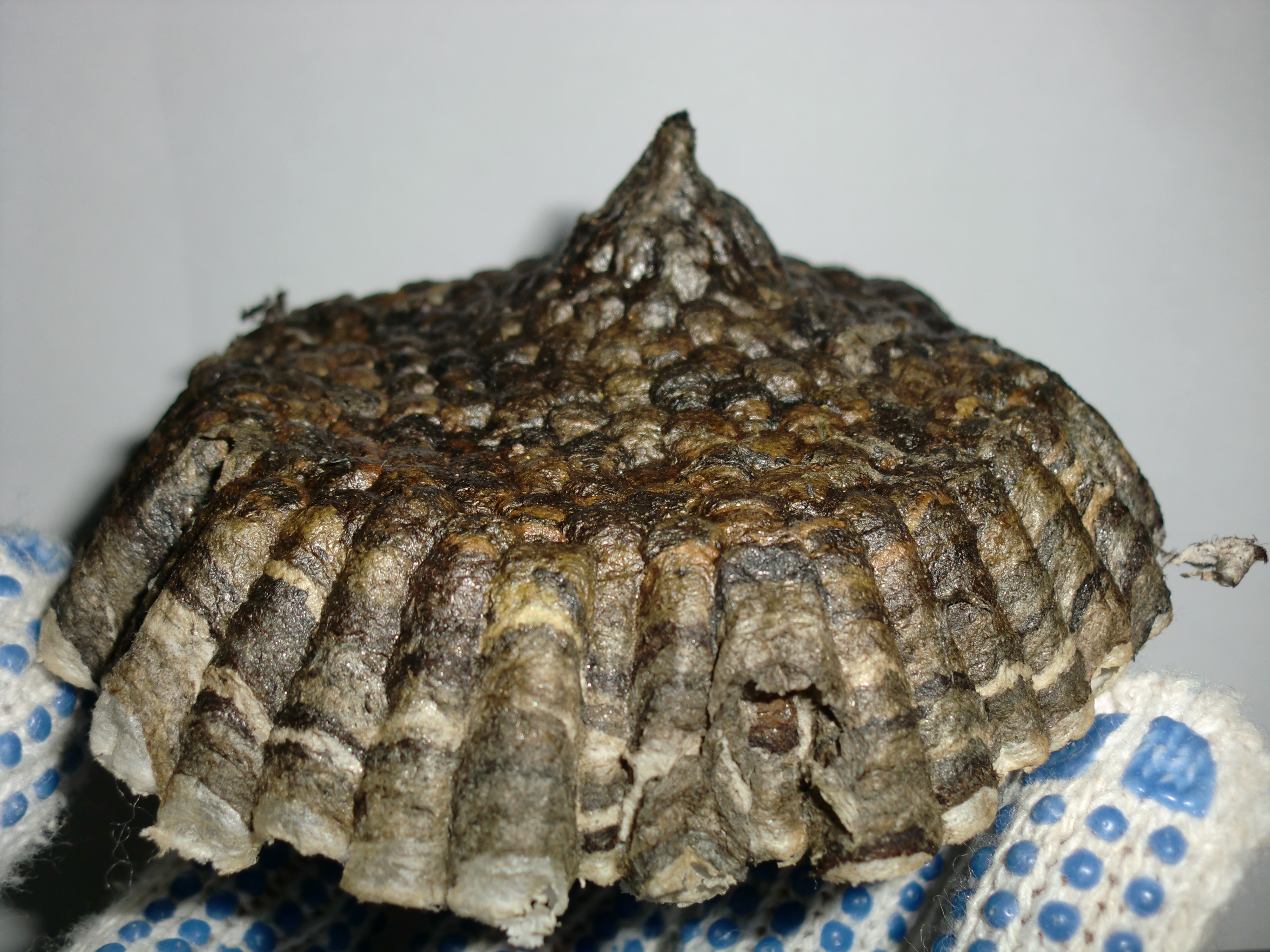
巣

## 分布
日本国内では、本州以南及び北海道の一部地域に分布する。

## 近縁種
- オキナワセグロアシナガバチ Polistes jokahamae okinawaensis
- キアシナガバチ Polistes rothneyi iwatai